# Сарауди, Джулио
Джу́лио Сарау́ди (итал. Giulio Saraudi; 3 июля 1938, Чивитавеккья — 20 апреля 2005, там же) — итальянский боксёр полутяжёлой весовой категории. В конце 1950-х — начале 1960-х годов выступал за сборную Италии: бронзовый призёр летних Олимпийских игр в Риме, чемпион Европы, шестикратный чемпион Италии, участник многих международных турниров и матчевых встреч. В период 1965—1968 боксировал на профессиональном уровне, но без особых достижений.

## Биография
Джулио Сарауди родился 3 июля 1938 года в городе Чивитавеккья. Активно заниматься боксом начал в раннем детстве под руководством собственного отца Карло, который тоже был довольно известным боксёром, в частности, представлял Италию на Олимпийских играх 1924 года в Париже, где уступил только ставшему олимпийским чемпионом Гарри Митчеллу.
 
Первого серьёзного успеха на ринге Джулио добился в 1958 году, когда стал чемпионом Италии среди любителей (впоследствии повторил это достижение ещё пять раз). Год спустя боксировал на чемпионате Европы в Люцерне, дошёл до полуфинала полутяжёлого веса, после чего проиграл румыну Георге Негреа.
В 1960 году Сарауди одержал победу на чемпионате мира среди военнослужащих и благодаря череде удачных выступлений удостоился права защищать честь страны на летних Олимпийских играх в Риме. На Олимпиаде потерпел поражение на стадии полуфиналов — со счётом 1:4 от поляка Збигнева Петшиковского. Получив бронзовую олимпийскую медаль, ещё довольно долго продолжал выходить на ринг в составе национальной сборной, принимая участие во всех крупнейших международных турнирах. Так, в 1961 году он ездил на чемпионат Европы в Белград, где одолел всех своих соперников и завоевал золотую награду. В 1964 году одержал уже третью победу на мировом военном первенстве. Вскоре после этих соревнований уступил место в сборной Козимо Пинто, который впоследствии выиграл Олимпийские игры в Токио.
Покинув сборную, Джулио Сарауди решил попробовать себя среди профессионалов — его профессиональный дебют состоялся в январе 1965 года, своего первого соперника Альберто Грандолини он победил техническим нокаутом уже в третьем раунде. В течение двух последующих лет провёл множество удачных поединков, но в апреле 1967 года потерпел первое поражение, по очкам от англичанина Джонни Прескотта. После этой неудач он вышел на ринг только один раз, в начале 1968 года, победил, однако затем принял решение завершить карьеру спортсмена, так ни разу и не поучаствовав в титульных матчах. Всего в профессиональном боксе провёл 14 боёв, из них 9 окончил победой (в том числе 4 досрочно), один раз проиграл, в трёх случаях была зафиксирована ничья.
Умер 20 апреля 2005 года в своём родном городе Чивитавеккья.